# أليسيو ليسكي
أليسيو ليسكي (بالإيطالية: Alessio Lisc ؛مواليد 4 نوفمبر 1985) هو مدرب كرة قدم إيطالي ولاعب سابق. يشغل حاليًا منصب المدير الفني لنادي الدوري الإسباني الدرجة الثانية ميرانديس.

## المسيرة الكروية
وُلِد ليسكي في روما، ولعب بشكل أساسي لصالح فرق بروموزيوني، ومثل بشكل خاص فريق غيدونيا مونتيسيليو في دوري الدرجة الرابعة الإيطالي خلال مسيرته الكروية. بعد اعتزاله، بدأ العمل في نادي لاتسيو كمدرب لياقة بدنية لفرق الشباب.
تقدم ليسكي على التوالي لوظائف تدريب الشباب في عدد من الأندية الإسبانية في عام 2011؛ وكان أتلتيكو مدريد وليفانتي هما الناديان الوحيدان اللذان عرضا عليه المنصب، حيث قبل ليسكي الأخير بعد أن عرض عليه أتلتيكو مدريد وظيفة كرة قدم ثمانية لاعبين فقط. بدأ كمساعد لفريق الشباب أثناء إدارة فريق كرة قدم مكون من ثمانية لاعبين؛ وفي أول عامين له في ليفانتي، عمل أيضًا كممثل في سوق تجارة المواد الغذائية الإيطالية في فالنسيا كوظيفة ثانية.
غادر ليشي ليفانتي في عام 2016 عندما تم إقالة المدرب ميغيل أنخيل فيلافاينا، لكنه عاد بعد أشهر قليلة بعد تعيينه مسؤولاً عن فريق جوفينيل ب. في 12 يونيو 2018، تم تعيينه مديرًا لفريق ليفانتي للشباب.
في 15 ديسمبر 2020، تولى ليسكي منصب لويس تيفينيت على رأس فريق الاحتياط في دوري الدرجة الثانية ب. وتمكن من تجنب الهبوط مع الفريق في نهاية الموسم، حيث ظل النادي في الدوري الإسباني الدرجة الرابعة.
في 1 ديسمبر 2021، تم تعيين ليسكي مديرًا مؤقتًا للفريق الأول في الدوري الإسباني، بعد إقالة المدرب خافيير بيريرا. ظهر لأول مرة على رأس النادي في اليوم التالي، في فوز ساحق 8–0 خارج أرضه على نادي هوراكان ميليلا، في بطولة كأس ملك إسبانيا للموسم.
كان أول ظهور احترافي لليسكي في 5 ديسمبر 2021، في مباراة تعادل 0–0 على أرضه ضد نادي أوساسونا. وبعد يومين تم تعيينه نهائيًا مديرًا لفريق غرانوتاس حتى نهاية الموسم.
ورغم توليه قيادة غرانوتس في المركز الأخير، أبقى ليسكي فريقه مع خيارات البقاء حتى الجولات الأخيرة، عندما تأكد هبوط النادي. في 30 يونيو 2022، بعد انتهاء عقده وإعلان ليفانتي عن تعيين مهدي نفطي مديرًا للفريق، غادر بعد رفضه منصب مدير المنهجية، مشيرًا إلى «رغبته في الإدارة».
في 8 يونيو 2023، بعد مرور ما يقرب من عام بدون تدريب، تم تعيين ليسكي مديرًا لفريق الدرجة الثانية ميرانديس.

## الإحصائيات التدريبية
آخر تحديث 15 يونيو 2025.
| الفريق    | #       | من             | إلى            | السجل | السجل | السجل | السجل | السجل | السجل | السجل | السجل  | م.     |
| الفريق    | #       | من             | إلى            | لعب   | ف     | ت     | خ     | له    | عليه  | فرق   | ف،ز %  | م.     |
| --------- | ------- | -------------- | -------------- | ----- | ----- | ----- | ----- | ----- | ----- | ----- | ------ | ------ |
| ليفانتي ب | إسبانيا | 15 ديسمبر 2020 | 29 نوفمبر 2021 | 31    | 12    | 8     | 11    | 33    | 26    | +7    | 038٫71 | [ 11 ] |
| ليفانتي   | إسبانيا | 29 نوفمبر 2021 | 12 يونيو 2022  | 25    | 9     | 5     | 11    | 49    | 51    | −2    | 036٫00 | [ 12 ] |
| ميرانديس  | إسبانيا | 8 يونيو 2023   | الآن           | 90    | 37    | 23    | 30    | 117   | 104   | +13   | 041٫11 | [ 13 ] |
| المجموع   | المجموع | المجموع        | المجموع        | 146   | 58    | 36    | 52    | 199   | 181   | +18   | 039٫73 | —      |

## وصلات خارجية
لا توجد روابط لمواقع التواصل الاجتماعي.

- أليسيو ليسكي على موقع قاعدة بيانات كرة القدم.إي يو (الإنجليزية)
- أليسيو ليسكي على موقع Soccerway.com (الإنجليزية)
- أليسيو ليسكي على موقع عالم كرة القدم.نت (الإنجليزية)
- أليسيو ليسكي manager profile على BDFutbol
- أليسيو ليسكي، الملف  على موقع Soccerway

Error: Invalid line "[[جيسوس Aranguren|Aranguren]][[:en:Jesús Aranguren|<sup class="reference noprint" title="Jesús Aranguren" style="margin-right:3px;">[الإنجليزية]</sup>]][[تصنيف:صفحات بها وصلات إنترويكي]][[تصنيف:صفحات بها وصلات مقالات للترجمة من الإنجليزية]] 1998" at قالب:مدربو نادي ليفانتي